# Johann Christian Wilhelm Müller
Johann Christian Wilhelm Müller (geb. 1754 in Weimar; gest. 1806) war Garnisons- und Hofmedicus in Weimar.
Auch wurde Müller noch 1806 als fürstlich-sächsischer Hofrat benannt. 1775 war Müller Respondent in Jena. Er war auch Stadtarzt in Eisenach. Müller hatte als  „Landes-Physicus“ 1789 eine Untersuchung über den Zustand des Trinkwassers angestellt, die Goethe September 1789 zugestellt wurde. Von ihm sind Schriften zur Physiognomie überliefert.
Er war Vater des Regierungsrates Franz Karl Friedrich Müller.

## Werke
- Johann Christian Müller: Fragmente aus dem Leben und Wandel eines Physiognomisten : Ein Pendant zu Musäus physiognomischen Reisen, Bispink, Halle 1790.
- Ders.: Eine Adepten Metamorphose für Adepten beyderley Geschlechts in radirten Blättern[Erstes Heft], Richter, Altenburg 1788.